# Maigret (Film, 2022)
Maigret ist ein französisch-belgischer Kriminalfilm von Patrice Leconte aus dem Jahr 2022 nach dem Roman Maigret und die junge Tote von Georges Simenon. Den Kommissar Maigret spielt Gérard Depardieu. Die TV-Erstausstrahlung erfolgt am 23. August 2025 unter dem Titel Maigret und das tote Mädchen im ZDF.

## Handlung
Paris in den 1950er Jahren: In einer Samstagnacht wird am Square des Batignolles im 17. Arrondissement eine junge Tote mit unbekannter Identität und fünf Stichwunden am Körper aufgefunden. Kommissar Maigret, dessen Schwermut noch durch die Tatsache verstärkt wird, dass ihm sein Freund, der Gerichtsarzt Dr. Paul, das Pfeiferauchen verboten hat, übernimmt die Ermittlungen. Sowohl die Spuren an ihrem Körper als auch die Aussage eines Anwohners legen nahe, dass die junge Frau nicht am Fundort getötet, sondern mit einem Auto dorthin verschafft worden ist. Das teure Abendkleid der Toten, das nicht zu ihrer ärmlichen Kleidung passt, führt Maigret zu einem Kostümverleih, bei dem sie es am Vorabend geliehen hat. Ein Opiumfläschchen in der Handtasche verweist auf eine Apotheke, in der die Frau regelmäßig Kundin gewesen ist.
In der Umgebung der Apotheke findet Maigret die Wohnung der Toten in der Rue Crubellier. Sie heißt Louise Louvière, hat zuerst mit einer Freundin namens Jeanine und später alleine in der Wohnung gelebt. Alle Zeugen beschreiben sie als traurig und verloren. Jeanine Arménieu ist Statistin beim Film. Sie habe Louise im Zug nach Paris kennengelernt und ihr eine Übernachtungsmöglichkeit angeboten. Louise sei Waise gewesen, von Nonnen aufgezogen und einer Anstellung als Dienstmädchen entflohen, um in Paris ihren Vater zu suchen, doch sei das schüchterne Mädchen in der fremden Stadt die meiste Zeit alleine geblieben. Über den Taxifahrer findet Maigret heraus, dass Louise am Abend ihres Todes ein Restaurant besucht hat, in dem Jeanines Verlobung mit Laurent Clermont-Valois, einem Sohn aus reichem Hause, gefeiert worden ist. Doch weder Jeanine noch Laurent, der noch immer bei seiner besitzergreifenden verwitweten Mutter lebt, wollen sie dort gesehen haben.
Um die junge Tote besser zu verstehen, macht Maigret die Bekanntschaft der Ladendiebin Marie, die sich jetzt Betty nennt. Wie die Tote stammt sie aus der französischen Provinz, aus Romans-sur-Isère, und hofft, ihr Glück in Paris zu machen, ist jedoch allein in der Großstadt und hat keine Freunde. Maigret bringt sie in der Wohnung der Toten unter. Es kommt zu einer Begegnung Bettys mit Jeanine, die ihr Arbeit anbietet. In Jeanines Wohnung am Square de l’Aboni ist auch ihr Verlobter zugegen. Die beiden machen Betty betrunken, und es kommt zu sexuellen Handlungen zwischen den Frauen, während Laurent ihnen zusieht und Anweisungen gibt. Überstürzt und ohne die versprochene Bezahlung flieht Betty aus dem Haus zum wartenden Maigret. Der nimmt sie nach Hause mit, und Madame Maigret umsorgt die junge Frau wie eine Tochter.
Nach den Ergebnissen der Obduktion ist Louise nicht wie angenommen an den Stichwunden gestorben, sondern an einem Sturz, bei dem sie sich das Genick gebrochen hat und anschließend erstickt ist. Anders als gewöhnlich soll also bei Louise ein vorgetäuschter Mord einen Unfall vertuschen. Maigret konfrontiert die Clermont-Valois’ mit dieser Tatsache und der Aussage von Betty. Er glaubt, dass Jeanine und Laurent auch mit Louise ein intimes Dreiecksverhältnis gehabt haben. Da diese jedoch nicht einverstanden gewesen sei und mit 20 Jahren nach dem Gesetz noch minderjährig, hätten die Clermont-Valois ein Interesse daran, die Affäre zu vertuschen. 
Ihr Schweigen durchbricht der Kommissar, als er auf Laurents und Jeanines Hochzeitsfeier die wie Louise zurechtgemachte Betty auftreten lässt. Madame Clermont-Valois gibt zu, dass Louise an diesem Abend gestürzt ist, als Laurent sie aus dem Restaurant hat werfen wollen. Sie nimmt alle Schuld auf sich: Um unangenehme Fragen zu vermeiden, habe sie dafür gesorgt, die Frau wegzuschaffen. Ihr Sohn habe nur Anordnungen ausgeführt. In einem unbeobachteten Augenblick habe sie der Toten die Messerstiche versetzt, eine Tat, die sie nicht rational begründen kann. Man sei aber doch keine Mörderin, wenn man auf eine Tote einsticht. Dass die Hochzeit ihres Sohnes nun ausfällt, kommentiert sie mit sichtlicher Zufriedenheit. 
Am Ende bringt der Kommissar Betty zum Bus, mit dem sie zu ihren Eltern zurückkehren will, und wünscht ihr noch viel Glück im Leben. Doch auf den Straßen begegnet ihm eine Doppelgängerin von Louise, das nächste Mädchen aus der Provinz mit einem Koffer in der Hand, das hofft, in Paris sein Glück zu machen.

## Hintergrund
Das Filmprojekt wurde erstmals 2019 angekündigt, damals noch unter dem Titel Maigret et la Jeune morte, den auch Simenons Roman trägt. Der Regisseur und Drehbuchautor Patrice Leconte wies in einer Ankündigung darauf hin, dass es trotz jüngerer Simenon-Verfilmungen und Maigret-Serien seit Jean Gabin 1958 keinen Maigret mehr auf der Kinoleinwand gegeben hätte. Später wurde der Titel zu Maigret verkürzt. Leconte erläuterte: „Als ob wir sagen würden: Schaut her, das ist unser Maigret für uns, das ist es, es ist Depardieu.“
Leconte hatte zuvor noch nie mit Depardieu zusammengearbeitet. Er erklärte: „Ich wollte mit Gérard Depardieu durchaus irgendwann mal drehen, aber mich nicht dazu zwingen.“ Auch bei Maigret habe er nicht zuerst an Depardieu gedacht, doch dann „fand sich endlich die Gelegenheit zur Zusammenarbeit“. Die Handlung von Simenons Vorlage habe er bewusst abgewandelt, so gibt es dort die Figur Betty nicht, hingegen einen Kollegen namens Inspektor Griesgram: „Wir haben sehr viel verändert, aber den Geist von Simenon respektiert.“ Modernisieren wollte er Maigret allerdings nicht, weil er die Maigret-Serie mit Jean Richard, in der ebensolches versucht wurde, „schlecht gealtert“ fand: „Wir wollten keinen modernen Maigret. Ein Maigret mit iPhone? Das geht gar nicht.“
Bereits 1989 hatte Leconte mit Die Verlobung des Monsieur Hire einen Roman von Simenon verfilmt. Befragt zur Ähnlichkeit der beiden Filme bezüglich Stimmung und Farben entgegnete er: „Das liegt eher an Simenon, der diesen Vergleich auslöst. […] Für mich gibt es bei ihm immer eine etwas düstere Grundstimmung. Er hat ein Talent für die Schattenseiten im Leben. Einen lichtdurchfluteten Maigret-Film kann ich mir nicht vorstellen.“ Dass er selber einen Hang zur „schönen Traurigkeit“ habe, bezeichnete er als Kompliment: „Nur traurig zu sein, tut nicht gut, aber in der Traurigkeit auch eine Schönheit zu entdecken, ist berührend.“
Die Dreharbeiten fanden vom 8. Februar bis 19. März 2021 in der Île-de-France statt, insbesondere in den Studios von Bry-sur-Marne. Leconte beschrieb: „Wir haben nur in Paris gedreht, ein wenig auch in der Banlieue in Fabriken.“ Die Schlussszene etwa sei in Montmartre aufgenommen, in einer der letzten Straßen, in der nicht allzu viele moderne Gebäude digital retuschiert werden mussten: „Aber eigentlich ist es unmöglich, heute in Paris einen historischen Film zu drehen.“

## Rezeption
Für Karl Gedlicka ist Leconte eine eigenständige Adaption gelungen, indem er „das Original im Sinne des Autors umschreibt“. So finden sich im Film „Spurenelemente anderer Maigret-Geschichten, aber auch hinzuimaginierte Details“. Vor allem aber habe er die für Simenons Verhältnisse ungewöhnlich verwinkelte Auflösung des Falles radikal vereinfacht und bringe dadurch ein Grundthema Simenons zum Vorschein: „die Beiläufigkeit von Verbrechen“. Indem Leconte, Depardieu und die übrige Filmcrew „tatsächlich so etwas wie die Essenz des berühmten Kommissars herausdestilliert“ haben, trage ihr Film „den selbstbewussten Titel Maigret völlig zu Recht.“
Auch Marius Nobach führt Beispiele an, wie nebenbei Anspielungen auf Simenons Maigret-Kosmos in den Film eingestreut sind: sein erster Fall, das abgebrochene Medizin-Studium und Madame Maigrets Kummer über ihre Kinderlosigkeit: „Die Beobachtung von Maigret steht für die Autoren erkennbar über der Aufdeckung des Kriminalfalls.“ Diesen sieht Nobach durch die Veränderungen allerdings ganz anders als Gedlicka unnötig verkompliziert. So gehe immer wieder „die Konzentration des Films verloren.“ Vor allem über seinen Protagonisten finde die Inszenierung ihr Zentrum wieder. Es werde deutlich gemacht, welch hoher Preis für Maigrets Credo „Ich verurteile niemanden“ zu zahlen sei. Der Panzer, mit dem sich Maigret schützt, sei längst zerfetzt.
Andreas Kilb geht von Simenons Romanvorlage aus: „Es geht um Jugend und Alter in diesem Buch, und es geht um Einsamkeit – die gleiche Einsamkeit, die auch den Helden in Lecontes erster Simenon-Verfilmung ‚Die Verlobung des Monsieur Hire‘ umgab. Das war 1989. Bislang war ‚Monsieur Hire‘ Lecontes bester Film. Jetzt ist es ‚Maigret‘.“ Dabei sei der beste Einfall des Films, die Umwandlung von Betty in das Opfer, bei einem Altmeister geborgt, nämlich bei Alfred Hitchcocks Vertigo. Depardieus Spiel sei noch reduzierter als das des Klassikers Jean Gabin, aber seine Präsenz schlage „alle anderen Darsteller der Rolle um Längen“.
Für Katja Nicodemus geht es in Maigret nicht um den Plot, der eher dünn sei. „Es geht um die Erlösung eines Kommissars durch seinen Fall.“ Dabei entdeckt sie in Depardieus Spiel Zartheit, Schüchternheit und Verletzlichkeit: „Maigret und Depardieu wirken wie Versehrte, die sich noch einmal aufraffen – und aufsaugen lassen von einem Fall, einem Film.“ Auch für Moritz Holfelder inszeniert Leconte den Film „eher beiläufig als eine Reise vom Dunkel ins Licht“, die „am Schluss sogar eine Ahnung von Glück und Erlösung“ aufscheinen lässt. Die Deutsche Presse-Agentur zieht das Fazit: „Dieser Film ist ebenso das Porträt von Maigret wie eins von Depardieu.“
Christian Schröder beschreibt: „Unterkühlter als in der farbentsättigten Ästhetik dieses Films kann man sich das Paris der Fünfzigerjahre kaum vorstellen.“ Und er zieht das Fazit: „Sein atmosphärisch dichter, traurig schöner ‚Maigret‘ hat das Zeug zum Klassiker.“ Laut Felix Müller erweist sich Depardieu in diesem „ästhetisch stimmigen Kriminalfall in der Tradition des film noir“ als „legitimer Erbe von Maigret-Darstellern wie Jean Gabin oder Jean Richard“. Manfred Riepe vergleicht Maigret mit der TV-Krimi-Dutzendware: „Keinen Moment lang wirkt der Film lärmend oder aufdringlich. Und so braucht man beim Zusehen eine Zeit lang, um zu verstehen: Das ist wirklich großes Kino. Ein wenig altmodisch vielleicht. Aber großartig.“